# Partido Operário Social-Democrata Russo
O Partido Operário Social-Democrata Russo, ou POSDR (Росси́йская социа́л-демократи́ческая рабо́чая па́ртия = РСДРП) foi um partido político socialista russo fundado em 1898 em Minsk de modo a unir as várias organizações revolucionárias em um partido único. O POSDR mais tarde se dividiria nas facções Bolcheviques e Mencheviques, com os primeiros se tornando o Partido Comunista da União Soviética.
No final do primeiro congresso em Março de 1898 todos os nove delegados foram presos. O POSDR foi criado para fazer oposição aos narodniks (народничество) e o seu populismo revolucionário, que privilegiava o campesinato. Já o programa do POSDR era baseado nas teorias de Karl Marx e Friedrich Engels - que diziam que, apesar da natureza agrária russa, o verdadeiro potencial da revolução estava no proletariado.
Antes do Segundo Congresso um jovem intelectual chamado Vladimir Ilyich Ulyanov entrou no partido, usando seu pseudônimo - Lenin. Em 1902 ele havia publicado Que fazer?, expondo sua opinião sobre as tarefas do partido e sua metodologia. Para ele não bastava lutar por uma simples reforma salarial ou de jornada de trabalho.
Em 1903 o Segundo Congresso se reuniu em Bruxelas e Londres numa tentativa de criar uma organização unida. Lênin teve a chance de afirmar as posições políticas que defendia: os socialistas deveriam lutar por uma estrutura de poder centralizada; trabalhar sem alianças com outras agremiações políticas; e só participariam do partido os versados na doutrina marxista. Na ocasião, Lênin reiterou as posições políticas que vinha defendendo na revista "Iskra", órgão de imprensa dos ativistas revolucionários, e se propôs a assumir o seu controle editorial.
Ele foi contestado em todas as propostas por seu amigo e aliado, Martov, também responsável pela edição da revista. Lênin teve apoio majoritário e o partido se dividiu em duas facções irreconciliáveis, em 17 de novembro: os Bolcheviques (большеви́к, maioria em russo), liderados por Lenin; e os Mencheviques (меньшеви́к, minoria em russo), liderados por Julius Martov. Apesar de serem referidos como a minoria, os mencheviques eram de fato a maior facção. Contudo, os nomes foram dados após uma votação em 1903 no congresso do partido para definir a junta editorial do jornal do POSDR, Iskra, com os bolcheviques sendo a maioria e os mencheviques a minoria.

## A divisão do Partido: mencheviques e bolcheviques
Em 1903, os membros do POSDR dividiram-se em dois grupos básicos:
- Mencheviques: liderados por Plekhanov e por Martov, defendiam que os trabalhadores podiam conquistar o poder participando normalmente das atividades políticas. Acreditavam, ainda, que era preciso esperar o pleno desenvolvimento capitalista da Rússia e o desabrochar das suas contradições, para se dar início efetivo à ação revolucionária. Como esses membros tiveram menos votos em relação ao outro grupo, ficaram conhecidos como mencheviques, que significa minoria;

- Bolcheviques: liderados por Lênin, defendiam que os trabalhadores somente chegariam ao poder pela luta revolucionária. Pregavam a formação de uma ditadura do proletariado, na qual também estivesse representada a classe camponesa. Como esse grupo obteve mais adeptos, ficou conhecido como bolchevique, que significa maioria. Trótski, inicialmente  menchevique, aderiu aos bolcheviques mais tarde.[2]